# Мурата, Рейндж
Рэйндж Мурата (англ. Range Murata, яп. 村田 蓮爾, Мурата Рэндзи) — японский художник и дизайнер. Родился 2 октября 1968 г. в Осаке. Настоящее имя — Кэнсукэ Мурата.
Работает над аниме и видеоиграми, сотрудничает с японскими журналами, издает свои альбомы и додзинси, занимается дизайном одежды и обуви, а также техническим дизайном. Прославился благодаря уникальному, узнаваемому стилю, совмещающему элементы ар-нуво с образами, типичными для аниме и манги. Изображает преимущественно девушек с детскими, минималистичными чертами лица, при этом тщательно прорабатывает детали одежды, предметы и технику.

## Творчество
Окончил колледж искусств Осаки по направлению промышленный дизайн, со специализацией автомобильный дизайн. Начинал художественную деятельность в начале 1990-х годов, занимаясь дизайном персонажей и иллюстрациями для консольных видеоигр (серия Power Instinct), а также независимо издавая свои додзинси для фестиваля «Комикет» (участвует в нём и по сей день). Первые додзинси — Racten — были изданы в 1992 году.
Взлет в карьере художника наступает в конце 1990-х, после издания в 1997 году первого официального сборника работ — альбома Like a balance life. Мурату приглашают в различные проекты, он иллюстрирует рассказы (Marion and Company, The Missing) для японских журналов, а с 1998 года он начинает работать с анимационной студией Gonzo. Наиболее известными его работами считаются концепт-арт, дизайн персонажей и техники для аниме-сериалов «Изгнанник» (2003) и «Последняя субмарина» (1998). Все додзинси художника с 2001 по 2005 год посвящены исключительно этим работам. Кроме того, он принимает участие в создании «Солти Рэй» (2005—2006), эпизода Table and Fishman сборника Digital Juice (2002, Studio 4°C) и эпизода The Second Renaissance сборника «Аниматрица» (2003).
В первой декаде 2000-х гг. Мурата продолжает свою деятельность, издав и переиздав несколько своих альбомов. Наиболее яркими из них являются futurhythm (2003) и form code (2006), включающие множество иллюстраций, а также постеры, наброски, каталоги и концептуальный дизайн художника. В 2009 году он работает над дизайном персонажей аниме Shangri-La.
Помимо иллюстраций, с начала 2000-х Мурата занимается дизайном футуристической одежды и обуви, модных аксессуаров, мебели и техники. Его работы выставляются в Gallery of Fantastic Art (GoFa) — выставочном центре в Токио. В 2004 году выходят два каталога, посвященные этим работам — fa documenta 001+002 collection и rule. По некоторым его эскизам создаются коллекционные фигурки.
Кроме того, Мурата является составителем и участником сборника манги FLAT (1999) и антологии ROBOT (2004—2008), в которых опубликованы как молодые, неизвестные, так и уже набравшие известность художники — Абэ Ёситоси, Окама и другие.
В 2006 году, на церемонии награждения Сэйун, посвященной научно-фантастическим изданиям, он был признан лучшим художником года.

## Список работ

### Аниме
- Blue Submarine No. 6 (рус. «Последняя субмарина») (дизайн персонажей, иллюстрации), OVA, 1998
- Digital Juice — эпизод Table and Fishman, OVA, 2002
- The Animatrix (рус. «Аниматрица») — эпизод The Second Renaissance, OVA, 2003
- Last Exile (рус. «Изгнанник») (дизайн персонажей и воздушных кораблей, иллюстрации), телесериал, 2003
- SoltyRei (рус. «Солти Рэй») (дизайн мотоцикла), телесериал, 2005—2006
- Shangri-La (дизайн персонажей, иллюстрации), телесериал, 2009
- Last Exile: Ginyoku no Fam (дизайн персонажей и воздушных кораблей, иллюстрации), телесериал, 2011
- Mardock Scramble, OVA (производство отменено)

### Видеоигры
- Power Instinct (яп. Goketsuji Ichizoku) (дизайн персонажей, иллюстрации), серия игр, 1993—2009
- Taisen Hot Gimmick Kairakuten (игровой дизайн), 1998
- Taisen Hot Gimmick 3: Digital Surfing  (игровой дизайн), 1999
- Wachenröder (дизайн персонажей, иллюстрации), 1998
- Spy Fiction (дизайн персонажей, иллюстрации), 2003
- Eternal Chain (дизайн персонажей, производство отменено)

Иллюстрация Рейнджа Мураты из артбука form code

### Артбуки
- Like a balance life, 1997
- 0.5Like a balance life 2nd mix edition (вторая редакция), 2000
- futurhythm preview (предварительная версия), 2002
- futurhythm: 2nd drawing works collection limited edition, 2003
- fa documenta 001+002 collection, 2004
- re: futurhythm standard edition (упрощенная версия), 2004
- rule, 2004
- form code: 3rd drawing works collection limited edition, 2006
- futurecode (рекламный мини-альбом), 2006
- Range Murata Anime Works 1998—2006, 2010

### Додзинси
- Racten (яп. 楽天 Ракутэн), 1992
- Racten (вторая редакция), 1993
- Futsutsuka (яп. 不束 Футсутсука), 1993
- TEMPAO (яп. 天頂 Тэмпао), 1994
- Futsutsuka (вторая редакция), 1994
- Wildfrowers (Wildflowers), 1995
- Wildfrowers (вторая редакция), 1995
- Racten 1826 (третья редакция), 1996
- Life Like Biew, 1996
- Concurrence, 1997
- Marion and Company Special Remix, 1997
- World of Wachenröder, 1998
- The Missing Special Remix, 1998
- TEMPAO (вторая редакция), 1999
- Futsutsuka (третья редакция), 2000
- Fault Lines, 2000
- azure: Blue Submarine No.6 Character Filegraphy, 2001
- SPHERES: LAST EXILE 1st Character Filegraphy, 2003
- SPHERES: LAST EXILE 2nd Character Filegraphy, 2003
- SPHERES+, 2004
- SPHERES Pre++, 2005
- SPHERES++, 2005
- Synchrotone, 2006
- An Another Thing, 2006
- Line’s Union, 2007
- Throw Line, 2008
- Wind Egg, 2008
- All The Way Home, 2009
- Ideal World, 2009
- Shangri-la Character Filegraphy, 2010
- Glass Tile (яп. グラスタイル Гурасутайру), 2010
- COLORS, 2011
- Sweet chaos dayz, 2011
- LINKAGE (LAST EXILE -Fam, the Silver Wing- Character Filegraphy 01), 2012
- LINKAGE (LAST EXILE -Fam, the Silver Wing- Character Filegraphy 02), 2012
- Long Voyage, 2013
- SPIRITUAL SPIRAL, 2013
- OVER and OVER, 2014
- Forgotten Reasons, 2014
- Reminiscent Tone, 2015
- CONNECTED, 2015
- SILENTSIGNAL, 2016

### Календари
- Deformer Largo 1995 Calendar
- 1997 Calendar («!»)
- 1999 Calendar
- 2000 Calendar
- PSE 2001 Calendar
- PSE Perpetual Calendar
- PSE 2007 Calendar
- PSE 2008 Calendar
- LAST EXILE 2012 Calendar
- Pasta's Estab 2015 Calendar

### Обложки
- Kairakuten (журнал), 1999—2001
- Michibiki no Hoshi -Mezame no Daichi- (англ. The Star Of Guidance, яп. 導きの星　−目覚めの大地−, лайт-новел), 2002—2003
- Ultra Jump Megamix (сборник манги, том 1), 2003
- Tara Duncan — Young Magicians (яп. タラ・ダンカン～若き魔術師たち～上下巻, лайт-новел), 2004
- JC.COM (сборник манги, тома 1-3), 2008—2009
- COP CRAFT: Dragnet Mirage Reloaded (лайт-новел), 2010—2011

### Совместные работы, участие
- Marion and Company (рассказ в журнале Dragon, иллюстрации), 1997
- The Missing (рассказ в журнале Sakusha Shoshitsu, иллюстрации), 1998
- FLAT (сборник манги, составление, иллюстрации), 1999
- Kairakuten (журнал, иллюстрации), 1999—2001
- Blue Submarine No.6 GRAPHICAL WORLD (артбук, иллюстрации), 2000
- Bitch’s Life (сборник, иллюстрация), 2001
- Tsukasa Bullet: Tsukasa Jun Original Illustration Book (артбук, иллюстрация), 2001
- PSIKYO Visualworks Poster Book (сборник постеров, иллюстрация), 2003
- Character Design Bible (пособие, тома 3-4, иллюстрации), 2003—2004
- Kikan S (журнал, иллюстрации), 2003—…
- ROBOT: Super color comic (сборник манги, тома 1-10, составление, иллюстрации), 2004—2008
- Comitia 50th (яп. コミティア ５０ｔｈ プレミアムブック, сборник к юбилею конвента, иллюстрации), 2005
- Last Exile Aerial Log (яп. ＬＡＳＴＥＸＩＬＥ　ラストエグザイル ～エアリエルログ～, артбук, иллюстрации), 2005
- Ultra Graphics 1999—2009 (сборник, иллюстрации), 2009
- Headphone Girls (яп. ヘッドフォン少女画報, сборник, иллюстрация и обложка), 2009
- 100 Masters of Bishojo Painting (яп. 絵師100人, сборник, иллюстрации и обложка), 2009
- 138°E (сборник, иллюстрации и обложка), 2012
- 138°E vol.2 (сборник, иллюстрации), 2013
- Eishi 100-Nin Generation 2 (яп. 絵師100人 generation2, сборник, иллюстрации и обложка), 2013